# Ceres (birra)
Ceres è una marca di birra danese prodotta dalla Ceres Brewery e fondata ad Aarhus nel 1856; oggi è un marchio del gruppo Royal Unibrew.

## Storia
Il nome fu scelto dall'imprenditore Malthe Conrad Lottrup alla fondazione nel 1856, per onorare la dea romana della fertilità Cerere, in latino appunto "Ceres".

### Tipologia e caratteristiche
Il birrificio Ceres produce questi tipi:
- Strong Ale, detta anche  Velenosa (titolo alcolometrico: 7,7%): bassa fermentazione vicina allo stile Dortmunder, lager da esportazione. È il prodotto più diffuso in Italia;
- Top Pilsner (titolo alcolometrico: 4,6%): pilsner, colore chiaro, fermentazione bassa, gusto leggero e delicato;
- Old 9 (titolo alcolometrico: 9,1%): strong lager, colore oro intenso, fermentazione bassa, gusto forte e intenso;
- Red Erik (titolo alcolometrico: 6,5%): strong lager, colore ambrato, fermentazione bassa, gusto dolce con sapore di cereale fruttato;
- Stout (titolo alcolometrico: 7,7%): stout, colore scuro, fermentazione bassa, gusto forte per la tostatura del malto;
- Top Royal (titolo alcolometrico: 5,6%): lager export, colore chiaro, fermentazione bassa. Prodotta solo in lattine da 50 cl;
- Weiss (titolo alcolometrico: 5,1%): weizen, colore chiaro, fermentazione alta, gusto fruttato.